# Synagoge (Thalmässing)

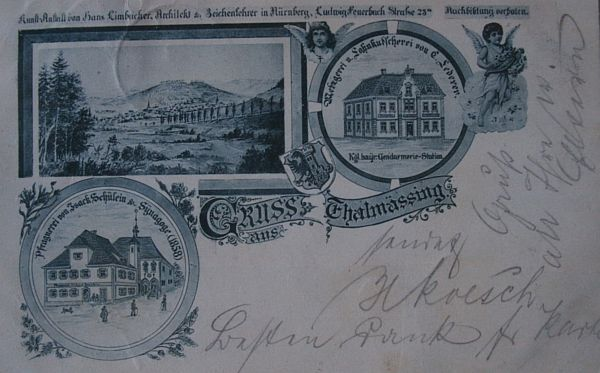
Ansichtskarte mit der Synagoge, links unten das hintere Gebäude (um 1900)

Die Synagoge in Thalmässing, eines Marktes im mittelfränkischen Landkreis Roth in Bayern, wurde 1857/58 errichtet. Die Synagoge befand sich an der Ringstraße, wo zuvor die alte Synagoge stand.

## Geschichte
Bei der Auflösung der jüdischen Gemeinde Thalmässing im Jahr 1937 wurde die Synagoge geschlossen. Sechs Torarollen kamen in Verwahrung zum Verband Bayerischer Israelitischer Gemeinden nach München.
Beim Novemberpogrom 1938 wurde die Inneneinrichtung der Synagoge zerstört.
Das Synagogengebäude wurde im Zweiten Weltkrieg als Getreidespeicher und danach bis in die 1960er Jahre als Turnhalle zweckentfremdet. Im Jahr 1972 wurde das Gebäude abgebrochen und auf dem Grundstück wurde ein Wohnhaus errichtet.

## Gedenken
Ein Gedenkstein für die Synagoge wurde unweit des Standortes der Synagoge aufgestellt.